# Balbec, Indiana
Balbec este o comunitate neîncorporată în Penn Township,  Comitatul Jay, Indiana.

## Istoric
Un oficiu poștal a fost înființat la Balbec în 1865 și a rămas în funcțiune până când a fost întrerupt în 1919. Comunitatea a fost probabil numită după Baalbek, din Liban.